# Festival international du film fantastique de Neuchâtel 2011
 (août 2023).
Si vous disposez d'ouvrages ou d'articles de référence ou si vous connaissez des sites web de qualité traitant du thème abordé ici, merci de compléter l'article en donnant les références utiles à sa vérifiabilité et en les liant à la section « Notes et références ».
La 11e édition du Festival international du film fantastique de Neuchâtel s'est déroulée du 1er juillet au 9 juillet 2011 et a vu affluer 27 000 spectateurs en neuf jours. Quelque 137 projections publiques ont eu lieu sur six écrans. Le budget 2011 était de 1 300 000 Frs dont  120 000 Frs proviennent de subsides de la confédération.
Parmi les invités de marque, on a pu voir les réalisateurs Herschell Gordon Lewis et Eli Roth. Les projections en plein air ont été supprimées pour être remplacées par une nouvelle salle de 600 places au Temple du Bas, temple transformé en espace de projection en 2006.

## Jurys

### Jury international
- William Lustig, réalisateur  États-Unis,
- Marina De Van, réalisatrice  France,
- Tero Kaukomaa,
- Angel Sala,
- Fausto Fasulo

### Invité d'honneur
Eli Roth réalisateur  États-Unis

## Sélection

### Longs métrages

#### International competition
- Troll Hunter (Trolljegeren, 2010) d'André Øvredal ( Norvège)
- Griff the Invisible (2010) de Leon Ford (en) ( Australie)
- Saint (Sint, 2010) de Dick Maas ( Pays-Bas)
- Mirages (2010) de Talal Selhami ( Maroc)
- Insidious (2010) de James Wan ( États-Unis)
- Urban Explorer (2011) de Andy Fetscher ( Allemagne)
- All Your Dead Ones (Todos tus muertos, 2011) de Carlos Moreno ( Colombie)
- Stake Land (2010) de Jim Mickle ( États-Unis)
- Wake Wood (2009) de David Keating ( Royaume-Uni)
- The Caller (2011) de Matthew Parkhill ( Porto Rico)
- The Violent Kind (2010) de Butcher Brothers ( États-Unis)
- End of Animal (Jimseung ui kkut, 2010) de Sung-Hee Jo South ( Corée du Sud)

#### New cinema from Asia
- Red Eagle de Wisit Sasanatieng ( Thaïlande)
- Operation Tatar (Tatar ajillagaa, 2011) de Bat-Ulzii Baatar ( Mongolie)
- Guilty of Romance (Koi no tsumi, 2010) de Sono Sion ( Japon)
- Underwater Love (Onna no kappa, 2011) de Shinji Imaoka ( Japon)
- Hello Ghost (Hellowoo goseuteu, 2010) de Kim Young-Tak ( Corée du Sud)
- Night Fishing (Paranmanjang, 2011) de Park Chan-kyong & Park Chan-wook ( Corée du Sud)
- Limah's Ghost goes Home (Hantu Kak Limah Balik Rumah, 2010) de Mamat Khalid ( Malaisie)
- The Unjust (Boo-dang-geo-rae, 2010) de Ryoo Seung-wan ( Corée du Sud)

#### Céremonies
- Hideaways (2011) d'Agnès Merlet ( Irlande)
- Melancholia (2011) de Lars von Trier ( Danemark)

#### Films of the third kind
- We Need to Talk About Kevin (2011) de Lynne Ramsay ( Royaume-Uni)
- Balada triste (Balada Triste de Trompeta], 2010) de Alex de la Iglesia ( Espagne)
- Jane Eyre (2011) de Cary Fukunaga ( Royaume-Uni)
- The Murderer (Hwanghae, 2010) de Hong-jin Na ( Corée du Sud)
- Good Neighbours (2010) de Jacob Tierney ( Canada)
- Super (2010) de James Gunn ( États-Unis)
- Détective Dee : Le Mystère de la flamme fantôme (Detective Dee and the Mystery of the Phantom Flame, 2010) de Hark Tsui ( Hong Kong)
- Wasted on the Young (2010) de Ben C. Lucas ( Australie)
- A Horrible Way to Die (2010) de Adam Wingard ( États-Unis)
- Le Sang des Templiers (Ironclad, 2011) de Jonathan English ( Royaume-Uni)

#### Ultra movies
- Les nuits rouges du bourreau de jade (2010) de Julien Carbon & Laurent Courtiaud ( Hong Kong)
- Hobo with a Shotgun (2011) de Jason Eisener ( Canada)
- Norwegian Ninja (Kommandør Treholt & ninjatroppen, 2010) de Thomas Cappelen Malling ( Norvège)
- Grave Encounters (2011) de The Vicious Brothers ( Canada)
- Ninja Kids!!! (Nintama Rantarô, 2011) de Takashi Miike ( Japon)
- La Traque (2010) de Antoine Blossier ( France)
- Kidnappés (Secuestrados, 2010)  de Miguel Ángel Vivas ( Espagne)
- Karate-Robo Zaborgar (Denjin Zabôgâ, 2011) de Noboru Iguchi ( Japon)
- I Saw the Devil (Ang-ma-reul bo-at-da, 2010) de Kim Jee-woon ( Corée du Sud)

#### From Russia with screams
- Terre neuve (Novaya Zemlya, 2008) d'Aleksandr Melnik ( Russie)
- Target (Mishen, 2011) d'Alexandr Zeldovich ( Russie)
- Julenka (Yulenka, 2009) de Aleksandr Strizhenov ( Russie)
- Tower (Bashnya, 2010) de Denis Neymand, Aleksandr Bachilo et Igor Tkachenko ( Russie)
- Prince Yaroslav (Yaroslav. Tysyachu let nazad, 2010) de Dmitry Korobkin ( Russie)
- First Squad - the Moment of Truth de Yoshiharu Ashino, Aljosha Klimov et Misha Shprits ( Russie)

#### Just a film
- Re-Animator de Stuart Gordon ( États-Unis)
- Basket Case de Frank Henenlotter ( États-Unis)
- Street Trash de J. Michael Muro ( États-Unis)
- Un chien andalou de Luis Buñuel ( France)
- Blue Holocaust (Buio Omega, 1979) de Joe D'Amato ( Italie)
- Driller Killer d'Abel Ferrara ( États-Unis)
- Orgie sanglante (Blood Feast, 1963) de Herschell Gordon Lewis ( États-Unis)
- Les Yeux sans visage de Georges Franju ( France)
- 2000 maniaques de Herschell Gordon Lewis ( États-Unis)
- Mondo cane de Paolo Cavara & Gualtiero Jacopetti & Franco Prosperi ( Italie)
- The Wizard of Gore de Herschell Gordon Lewis ( États-Unis)
- The Boxer's Omen (Mo, 1983) de Kuei Chih-hung ( Hong Kong)
- Herschell Gordon Lewis: The Godfather of Gore de Jimmy Maslon & Frank Henenlotter ( États-Unis)
- The Gore Gore Girls de Herschell Gordon Lewis ( États-Unis)
- Frissons (Shivers, 1975) de David Cronenberg ( Canada)
- L'Au-delà (L'aldilà - E tu vivrai nel terrore) de Lucio Fulci ( Italie)
- À minuit, je posséderai ton âme (À Meia-Noite Levarei Sua Alma, 1964) de José Mojica Marins ( Brésil)
- Le Masque du démon (La maschera del demonio, 1960) de Mario Bava ( Italie)
- Maniac de William Lustig ( États-Unis)
- Alucarda (Alucarda, la hija de las tinieblas, 1978) de Juan Lopez Moctezuma ( Mexique)
- La Revanche de Frankenstein (The Revenge of Frankenstein, 1958) de Terence Fisher ( Royaume-Uni)
- Evil Dead (The Evil Dead, 1981) de Sam Raimi ( États-Unis)
- House de Nobuhiko Obayashi ( Japon)
- The Toxic Avenger de Lloyd Kaufman ( États-Unis)
- The Flesh Eaters de Jack Curtis ( États-Unis)

#### Carte Blanche
- Blue Exorcist de Tensai Okamura ( Japon)
- The Wicker Man (Le Dieu d'osier) de Robin Hardy ( Royaume-Uni)
- Pieces de Juan Piquer Simón ( États-Unis)

#### Homage to Jack Ketchum
- Offspring de Andrew van den Houten ( Canada)
- The Girl Next Door de Gregory M. Wilson ( États-Unis)
- Red de Trygve Allister Diesen & Lucky McKee ( États-Unis)

### Courts-métrages
- Cafe Gilberte ( États-Unis)
- The Holy Chicken Of Life And Music de Yannis Konstantinidis & Christos Lefakis ( Grèce)
- Chain Of Flesh de Tomaz Gorkic ( Slovénie)
- To Good To Be True de Philipp Fussenegger ( Autriche)
- The Midge de Rory Lowe ( Royaume-Uni)
- Cabine of the Dead de Vincent Templement ( France)
- All Men Are Called Robert de Marc-Henri Boulier ( France)
- Armed de Alberto Viavattene ( Italie)
- Dove Sei, Amor Mio de Veljko Popovic ( Croatie)
- Rabenjunge de Andrea Deppert ( Allemagne)

#### Swiss Short
- Evermore de Philip Hofmänner ( Suisse)
- Café Gilberte de Maria Sigrist ( Suisse)
- Employé du mois d'Olivier Beguin ( Suisse)
- Halbschlaf de Johannes Hartmann ( Suisse)
- How the Wild Things are de Florian Baumann ( Suisse)
- L’âme de l’acier d'Alexandre Bilardo ( Suisse)
- La fondue crée la bonne humeur de Sam & Fred Guillaume ( Suisse)
- La Mort de Sisyphe de Matthias Gnehm & Francis Rivolta ( Suisse)
- Le Lac Noir de Victor Jaquier ( Suisse)
- Meditation & Mind de Luc Gut ( Suisse)
- Telesion de Robin Wenger ( Suisse)
- The Destroyed Room de Jonas Meier & Mike Raths ( Suisse)

#### Il était une fois dans l'Est...
- Logjam episode 1 – 5 d'A. Alexsev ( Russie)
- Woops Mistake! d' A. Kyrova, ( République tchèque)
- My Childhood Mystery Tree de N. Mirzoyan ( Russie)
- Miriami katkine pilt de P. Tenderb ( Estonie)
- Dear de J. Miheeva ( Russie)
- Look Up de S. Podyacheva ( Russie)
- Masks EAM graduate students ( République tchèque)
- Dog Walking-ground de L. Shmelkov ( Russie)
- Swimming Pool d'A. Hetmerova ( République tchèque)
- Theatrical Romance d'O. Karpus ( Ukraine)

## Événements spéciaux

### Just a film
- Herschell Gordon Lewis' : Conférence
- Une esthétique du sang' : Conférence

## Forums / Symposiums / Conférences

### New World Of Fantasy
- La Litterature, Muse Du Cinema?
- New World Of Fantasy 2011
- La Fiction Totale: Une Narration Qui Trenscende Les Medias
- Du Jeu Vidéo Au Cinema, La Fiction Totale En Discussion

## Palmarès
| Prix                                                                      | Attribué à                           | Pays         |
| ------------------------------------------------------------------------- | ------------------------------------ | ------------ |
| Prix H. R. Giger Narcisse du meilleur film                                | Troll Hunter de André Øvredal        | Norvège      |
| Prix RTS du public                                                        | Troll Hunter de André Øvredal        | Norvège      |
| Méliès d'argent du meilleur long métrage européen                         | Troll Hunter de André Øvredal        | Norvège      |
| Mention spéciales du Jury International                                   | Stake Land de Jim Mickle             | États-Unis   |
| Prix du meilleur film asiatique                                           | Hello Ghost de Kim Young-tak         | Corée du Sud |
| Prix de la Jeunesse Denis-de-Rougemont                                    | Wake Wood de David Keating           | Royaume-Uni  |
| Prix Mad Movies du film le plus Mad                                       | The Violent Kind de Butcher Brothers | États-Unis   |
| Prix Titra Film                                                           | Insidious de James Wan               | États-Unis   |
| SSA/Suissimage Prix H. R. Giger Narcisse du meilleur court métrage suisse | Evermore de Philip Hofmänner         | Suisse       |
| Prix Taurus Studio                                                        | Evermore de Philip Hofmänner         | Suisse       |
| Prix Taurus Studio à l'innovation                                         | Employé du mois de Olivier Beguin    | Suisse       |